# Бульбов, Александр Арсеньевич
Алекса́ндр Арсе́ньевич Бульбов (род. 3 апреля 1956, п. Рыбачий, Калининградская область, РСФСР, СССР) — советский и российский деятель органов государственной безопасности. Генерал-лейтенант полиции.

## Биография
Родился 3 апреля 1956 в посёлке Рыбачий Калининградской области.
В 1979 окончил Минское высшее инженерное зенитное ракетное училище ПВО (ныне Военная академия Республики Беларусь), в 1993 — Академию ФСК России, в 2000 — Российскую академию госслужбы при Президенте Российской Федерации.
После окончания Минского училища был направлен на службу в органы государственной безопасности. С 1985 по 1986 участвовал в боевых действиях на территории Афганистана.
С сентября по октябрь 1993 участвовал в событиях на стороне парламента, затем был арестован, а позже амнистирован в 1994. В то время был заместителем начальника отдела Министерства безопасности Российской Федерации в в/ч 41187 (контрразведывательное обеспечение воинских частей военно-строительного управления Министерства обороны России). Позже некоторое время служил в ФСБ России.
В середине 1990-х занялся бизнесом — открыл частную охранную фирму «Немесида».
С 2000 по 2003 — главный федеральный инспектор аппарата полномочного представителя президента Российской Федерации в Северо-Западном федеральном округе.
С июля 2003 по 2004 — начальник Управления собственной безопасности Госнаркоконтроля.
С 2004 по 2007 — директор Департамента оперативного обеспечения Госнаркоконтроля. Уволен из органов наркоконтроля по собственному желанию в ноябре 2010.

## Классный чин
Действительный государственный советник Российской Федерации 3-го класса.

## Награды
- Орден Красной Звезды
- Медаль ордена «За заслуги перед Отечеством» II степени
- Орден «За храбрость» (Демократическая Республика Афганистан)
- Медаль «Воину-интернационалисту от благодарного афганского народа» (Демократическая Республика Афганистан)

## Арест и суд
2 октября 2007 в аэропорту Домодедово сотрудники ФСБ задержали Бульбова по обвинению в незаконных телефонных прослушках, взятках, «крышевании» бандитских группировок.
В его защиту выступили директор ФСКН Виктор Черкесов, считавший задержание Бульбова незаконным. Бульбов своё задержание связал с участием в расследовании уголовного дела в отношении фирмы «Три кита», в котором оказались замешаны высокопоставленные сотрудники ФСБ. Несмотря на протест прокуратуры, Бульбов Следственным комитетом был помещён под стражу.
13 ноября 2009 освобождён под подписку о невыезде.
14 декабря 2010 приговорён к трём годам лишения свободы условно за мошенничество и превышение полномочий. Следствие по другим обвинениям не закончено.

## Интересные факты
- За участие в Афганской войне был представлен к званию Героя Советского Союза, но представление не было удовлетворено.[источник не указан 3407 дней]
- Генерал КГБ Алексей Кондауров в 2007 году свидетельствовал: «… в отношении честности Бульбова никто никогда — в моих разговорах с теми людьми, которые его знают — никто никогда никакого сомнения не высказывал»[6]. (недоступная ссылка с 07-04-2016 [3406 дней])